# Các dinh thự của hoàng tộc Savoia
Các dinh thự của hoàng tộc Savoia là một nhóm các dinh thự của hoàng tộc Savoy tại thành phố Torino và thành phố đô thị Torino thuộc vùng Piedmont, miền bắc Ý. Các dinh thự này được UNESCO đưa vào danh sách Di sản thế giới từ năm 1997.

## Lịch sử
Nhà Savoy là một gia tộc hoàng gia cổ đại được hình thành vào năm 1003 tại Savoy, ngày nay là Rhône-Alpes, Pháp. Họ dần mở rộng lãnh thổ và đến năm 1720 thì trị vì cả Vương quốc Sardegna ở tây bắc Ý. Một phần của họ là nhà Savoy-Carignano đã lãnh đạo Thống nhất nước Ý vào năm 1861 và cai trị Vương quốc Ý từ năm 1861 cho đến khi kết thúc Thế chiến thứ hai. Vào thời điểm này, Quốc vương Vittorio Emanuele III thoái vị để ủng hộ cho con trai là Umberto II nắm quyền nhưng sau một cuộc trưng cầu dân ý về hiến pháp năm 1946, chế độ quân chủ bị xóa bỏ với một nền cộng hòa được thành lập. Các thành viên của gia tộc Savoy được yêu cầu rời khỏi đất nước.
Năm 1562, Emmanuel Philibert, Công tước xứ Savoy đã rời thủ phủ đến Torino và bắt đầu một loạt các dự án xây dựng với sự giúp đỡ của các kiến trúc sư giỏi nhất lúc bấy giờ. Các tòa nhà xa hoa được thiết kế gây ấn tượng thể hiện sức mạnh của nhà Savoy. Cũng như các cung điện chính ở Torino, các dinh thự nông thôn và nhà nghỉ săn bắn được xây dựng cũng vô cùng hoành tráng tại các vùng nông thôn xung quanh đó. Tất cả các tòa nhà này được liệt kê vào danh sách Di sản thế giới của UNESCO như là những "Đại diện cho kiến trúc hoành tráng nhất châu Âu thế kỷ 17, 18 thể hiện phong cách kiến trúc và sức mạnh của chế độ quân chủ tuyệt đối về điều kiện vật chất của nhà Savoy".

## Các dinh thự
Tại Torino:
- Cung điện Hoàng gia Torino
- Cung điện Madama
- Cung điện Carignano
- Cung điện Chiablese
- Dinh thự Regina
- Lâu đài Valentino
- Thư viện Hoàng gia
- Kho vũ khí Hoàng gia
- Cavallerizza Reale
- Mặt tiền của Nhà hát Hoàng gia
- Dinh Chính phủ
- Tòa nhà Lưu trữ Quốc gia
- Học viện Hoàng gia Torino, học viện quân sự cũ
- Xưởng đúc tiền Hoàng gia, nay là trụ sở cảnh sát tại Via Verdi.

Tại khu vực ngoài thành phố:
- Lâu đài Moncalieri, Moncalieri
- Nhà nghỉ săn bắn Stupinigi, Nichelino
- Cung điện Venaria Reale, Venaria Reale
- Cung điện Valcasotto, Garessio
- Lâu đài Mandria, Venaria Reale
- Lâu đài Rivoli, Rivoli
- Lâu đài Công tước Agliè, Agliè
- Lâu đài Hoàng gia Racconigi, Racconigi
- Lâu đài Pollenzo, Bra
- Lâu đài Govone, Govone

## Hình ảnh

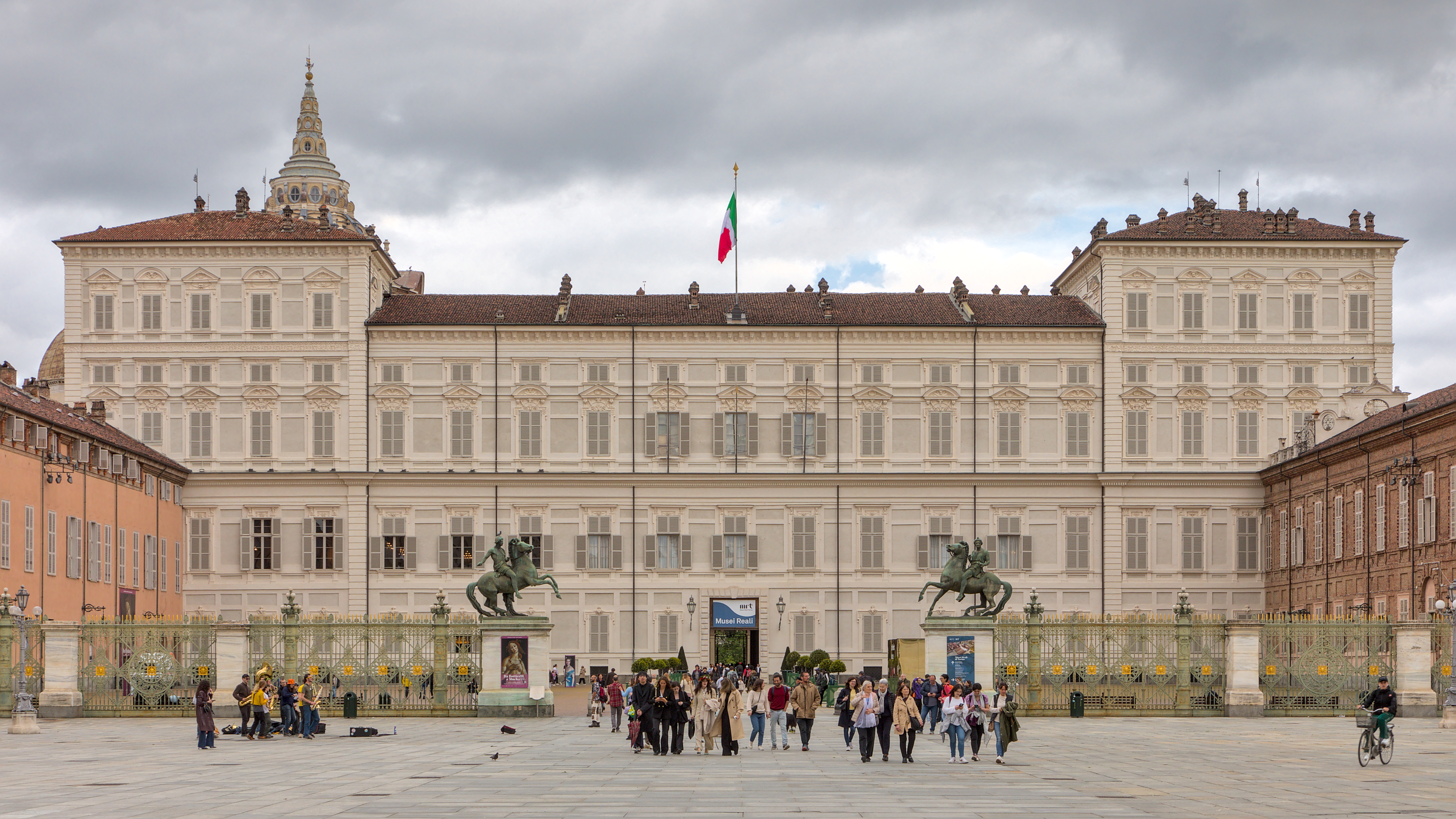
Cung điện Hoàng gia Torino
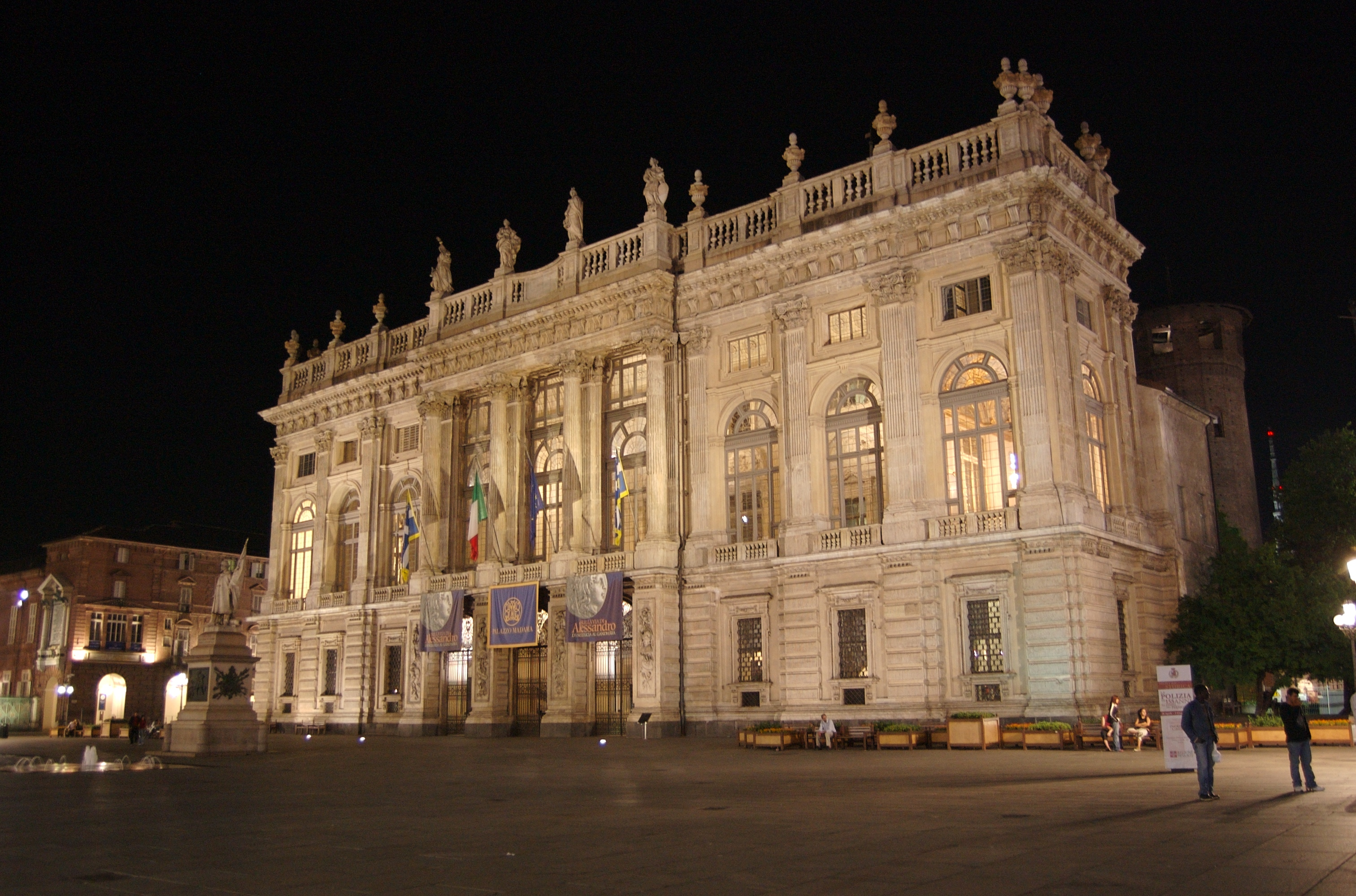
Cung điện Madama
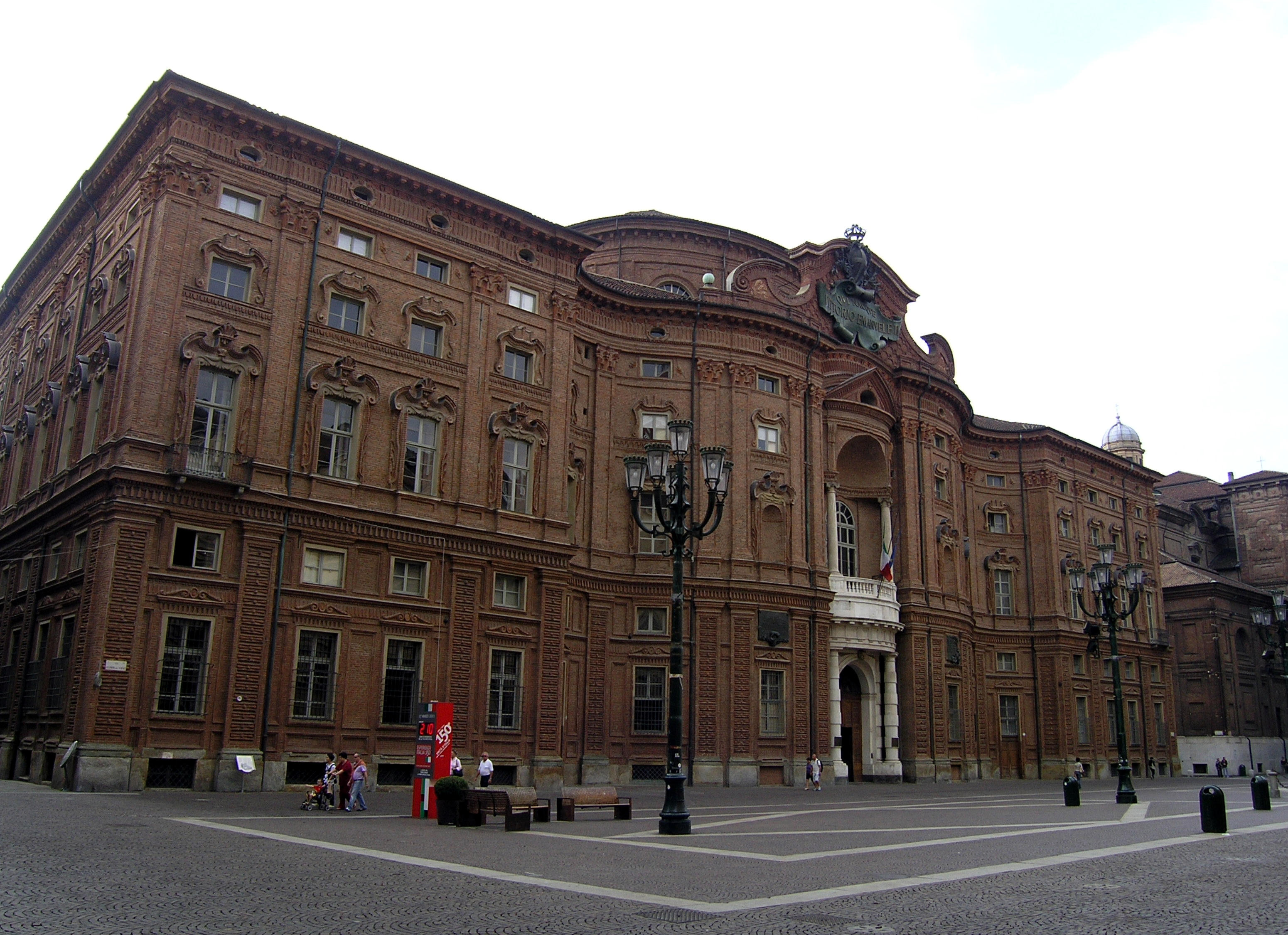
Cung điện Carignano của Guarini nhìn từ Quảng trường Piazza Carignano
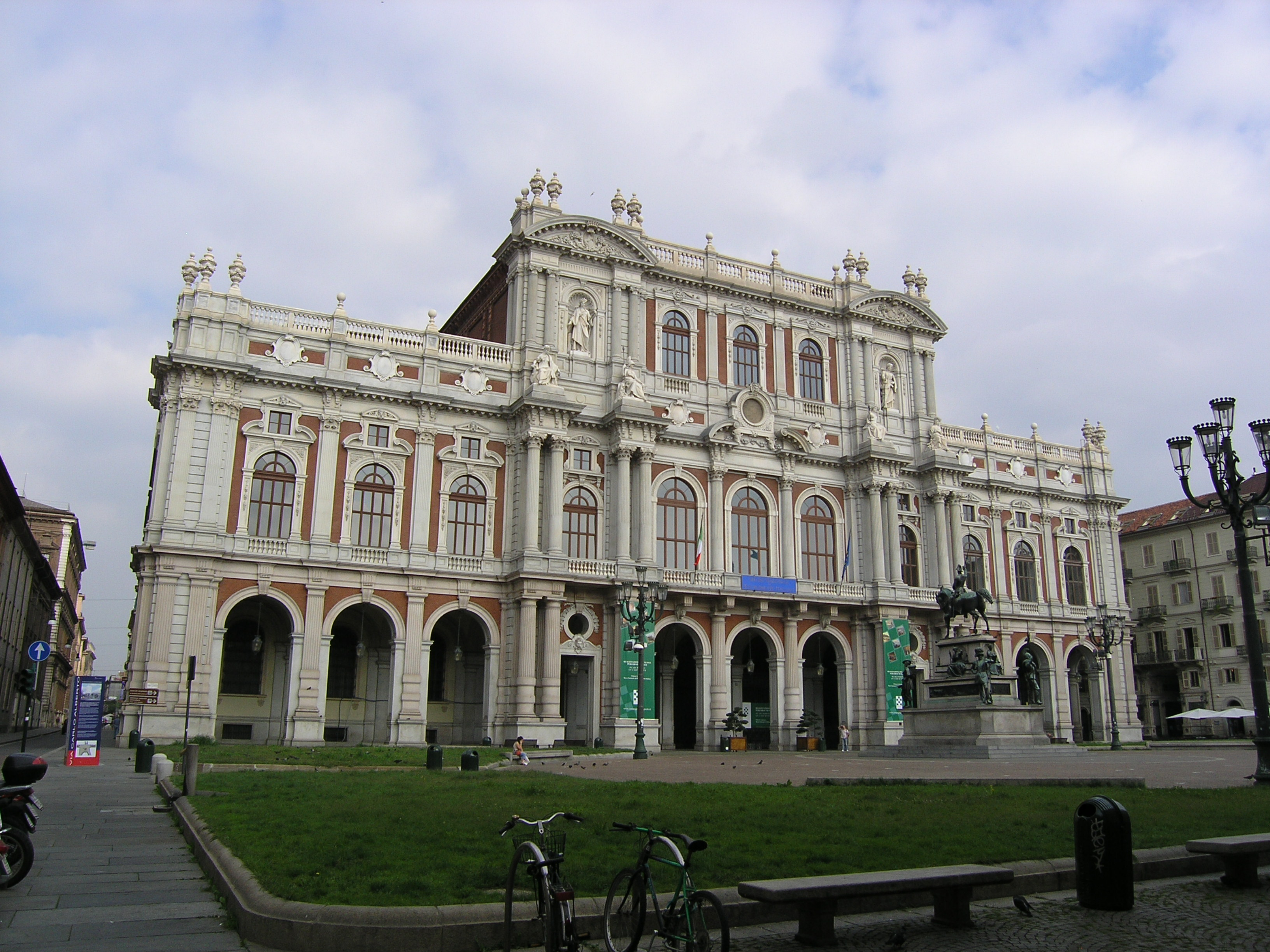
Cung điện Carignano nhìn từ Quảng trường Carlo Alberto
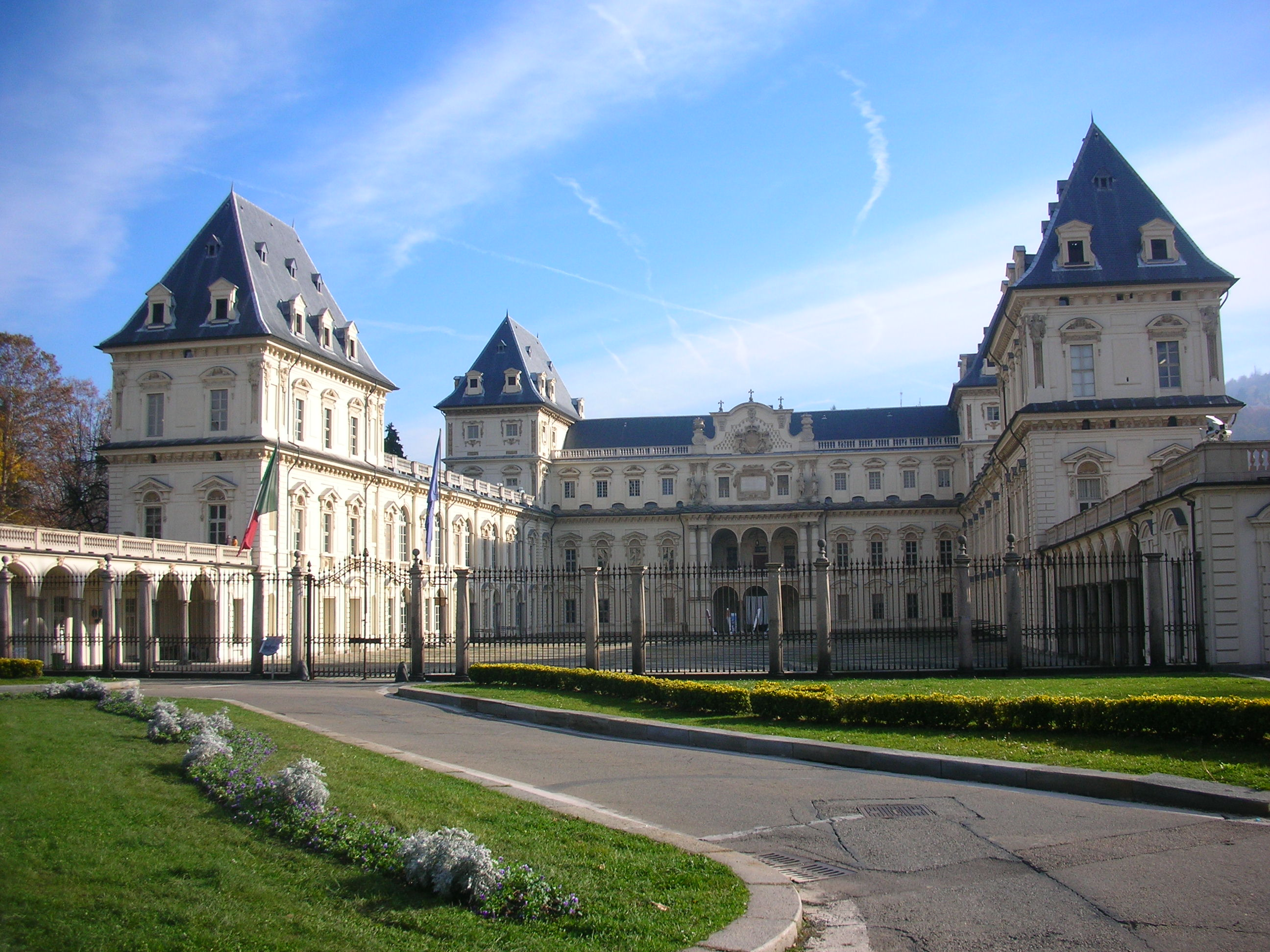
Lâu đài Valentino
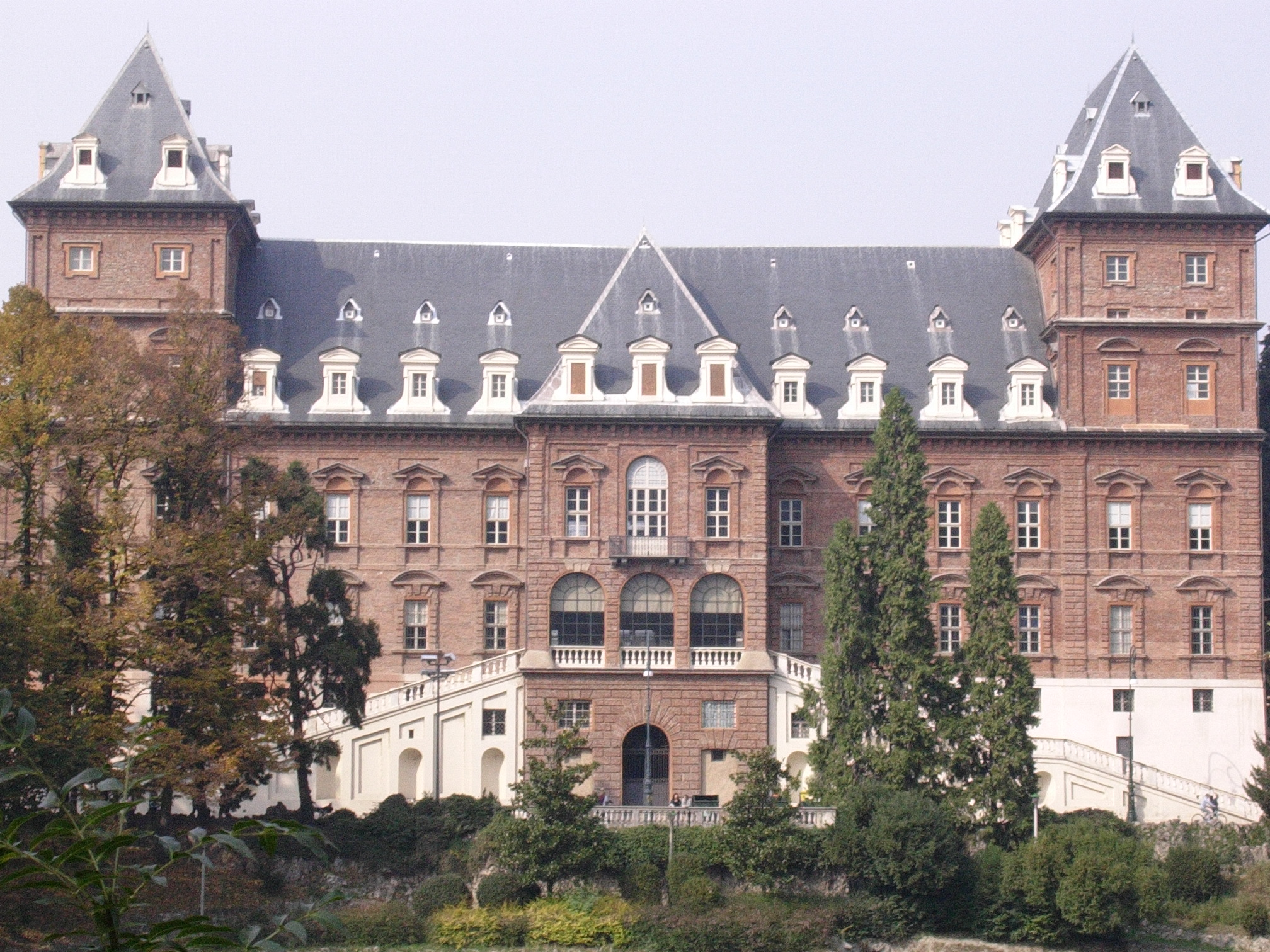
Lâu đài Valentino nhìn từ sông Pô
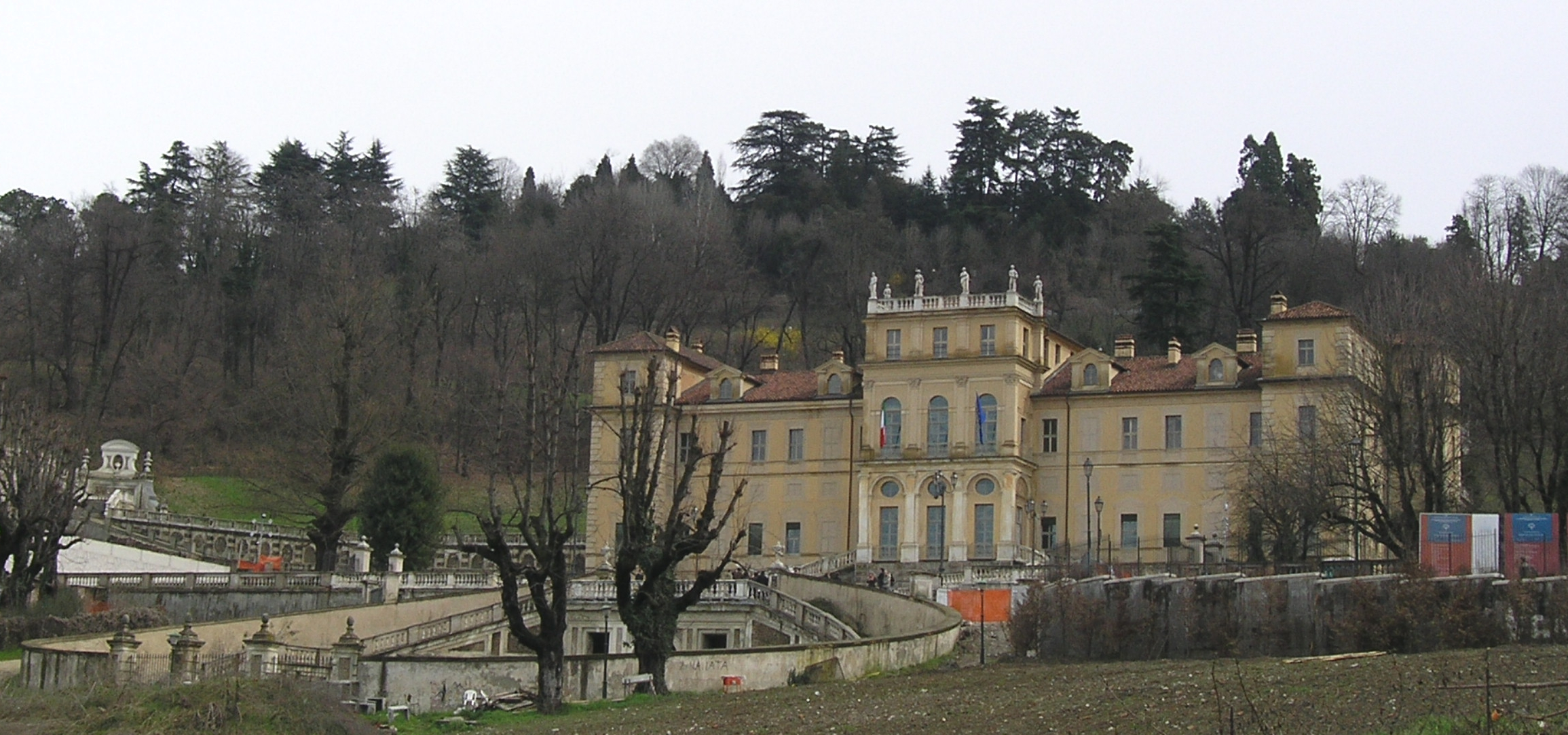
Dinh thự Regina
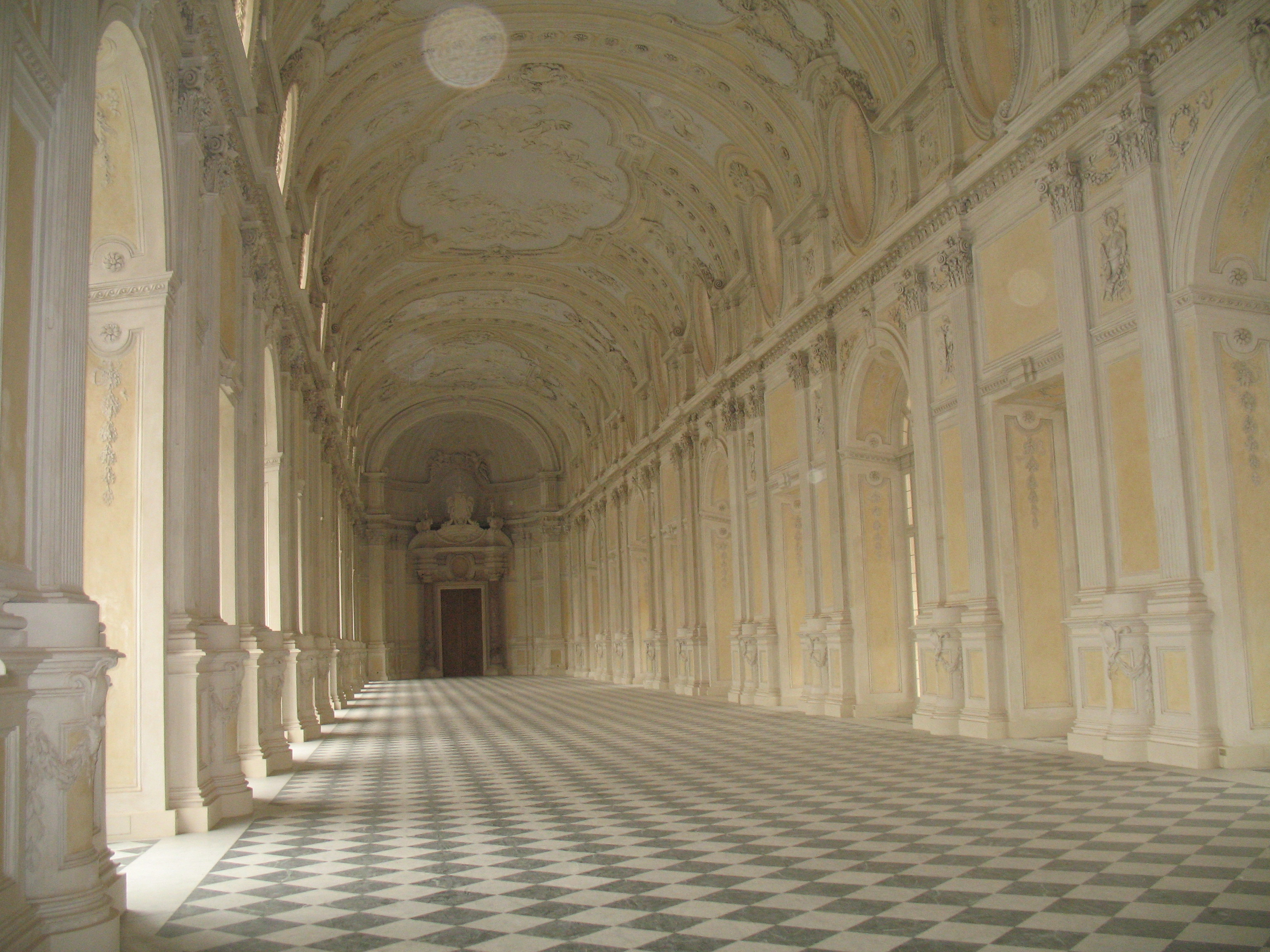
Cung điện Venaria Reale với phòng trưng bày
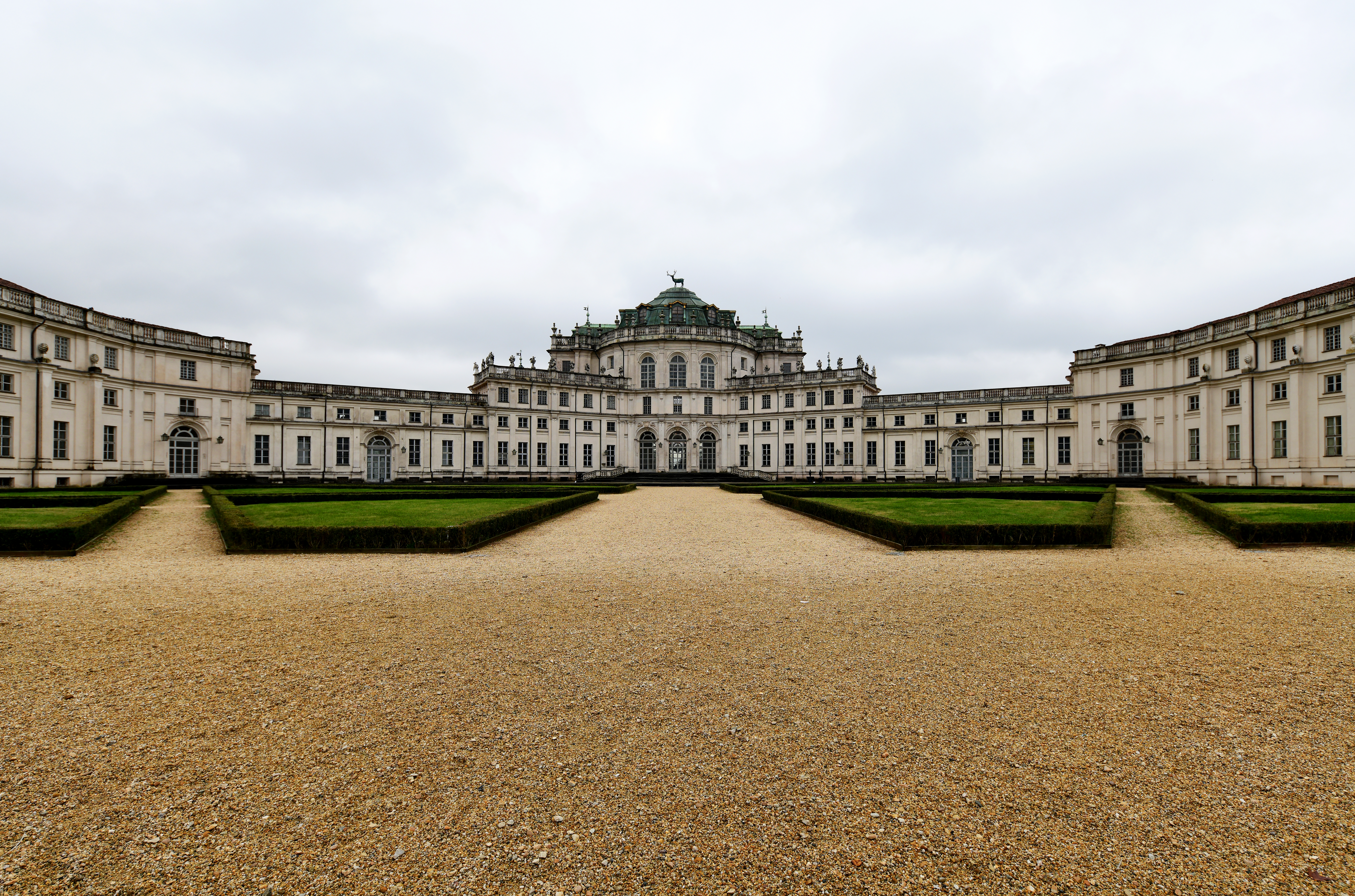
Nhà nghỉ săn bắn Stupinigi
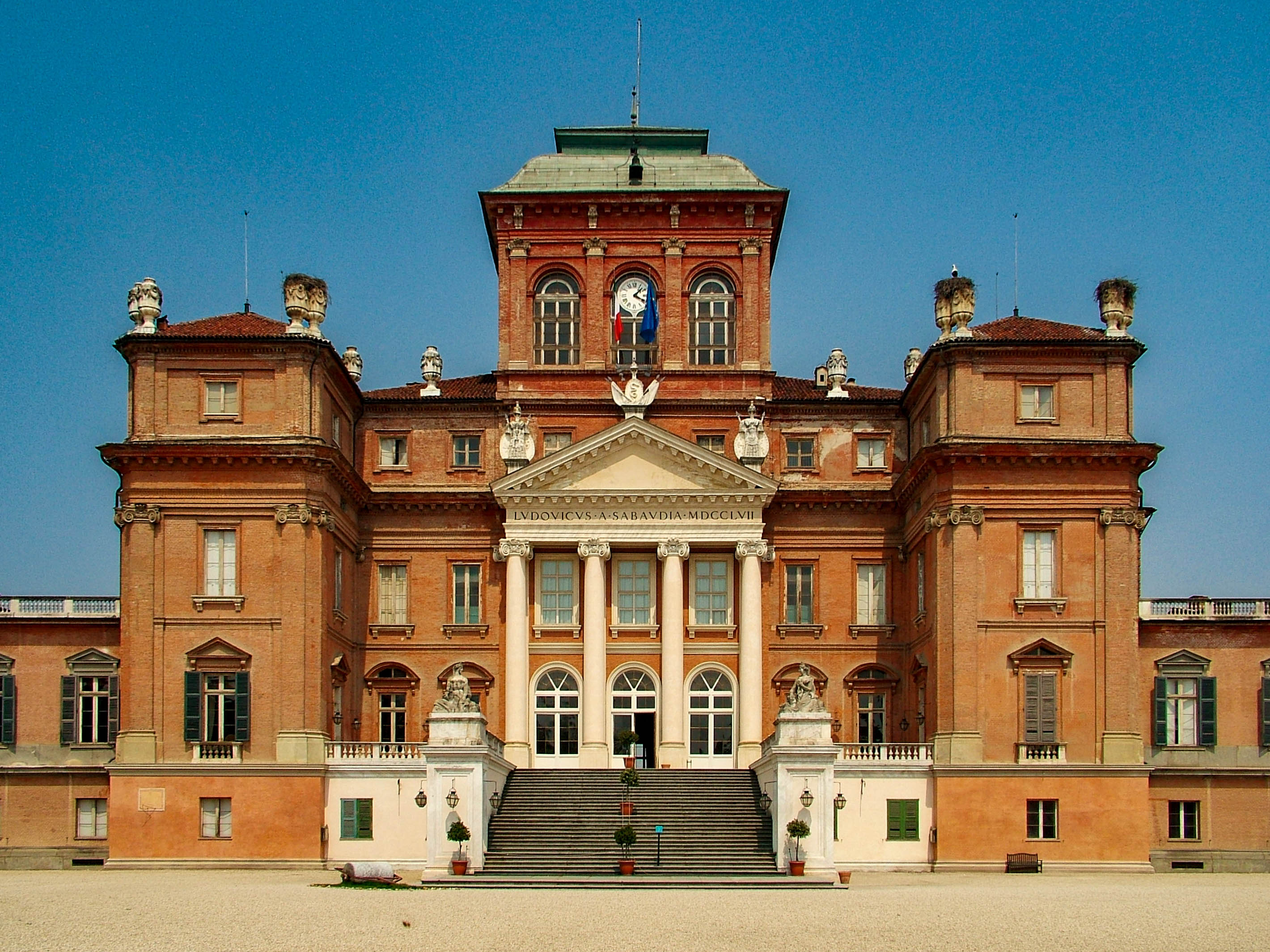
Lâu đài Hoàng gia Racconigi
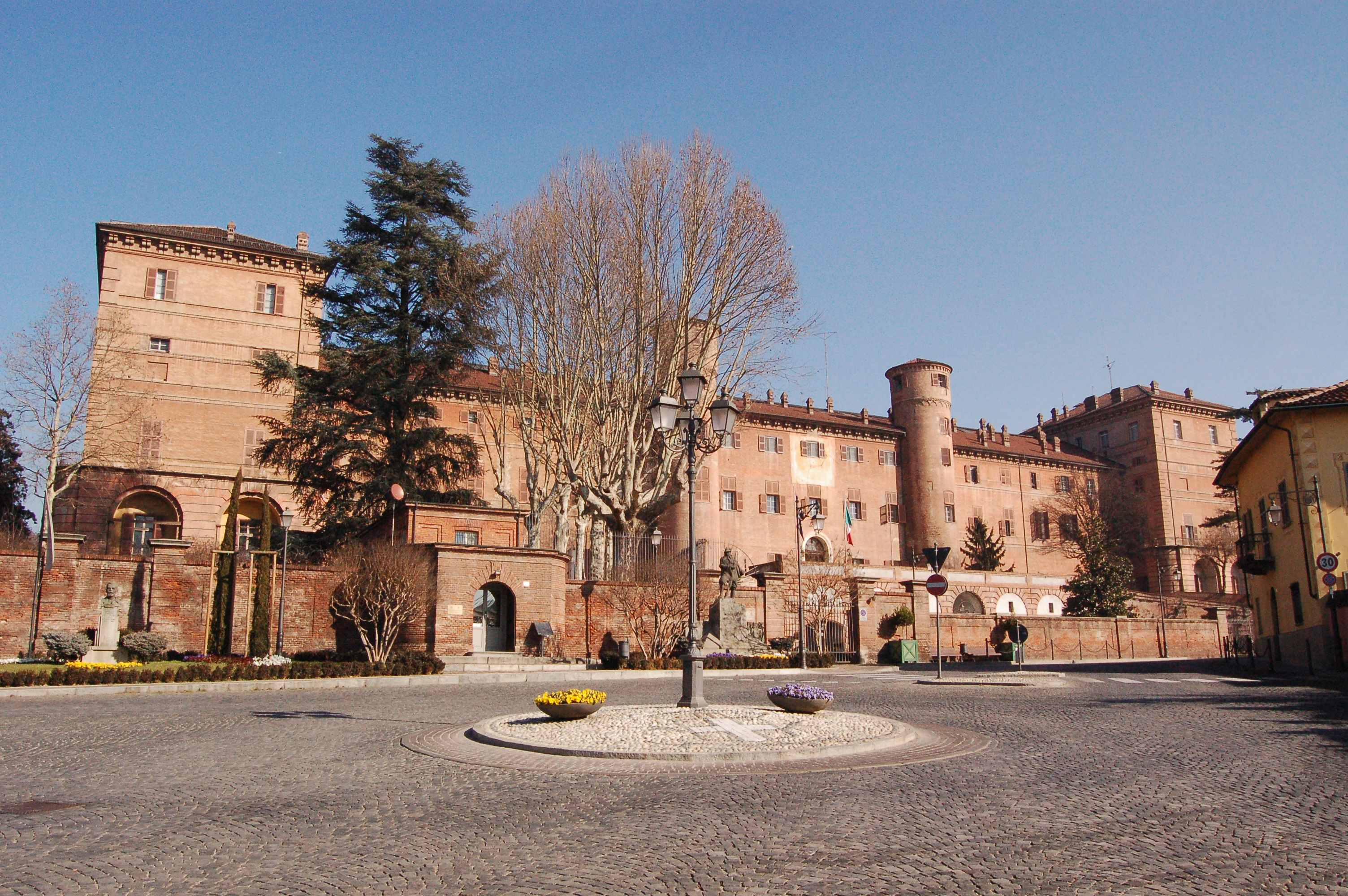
Lâu đài Moncalieri
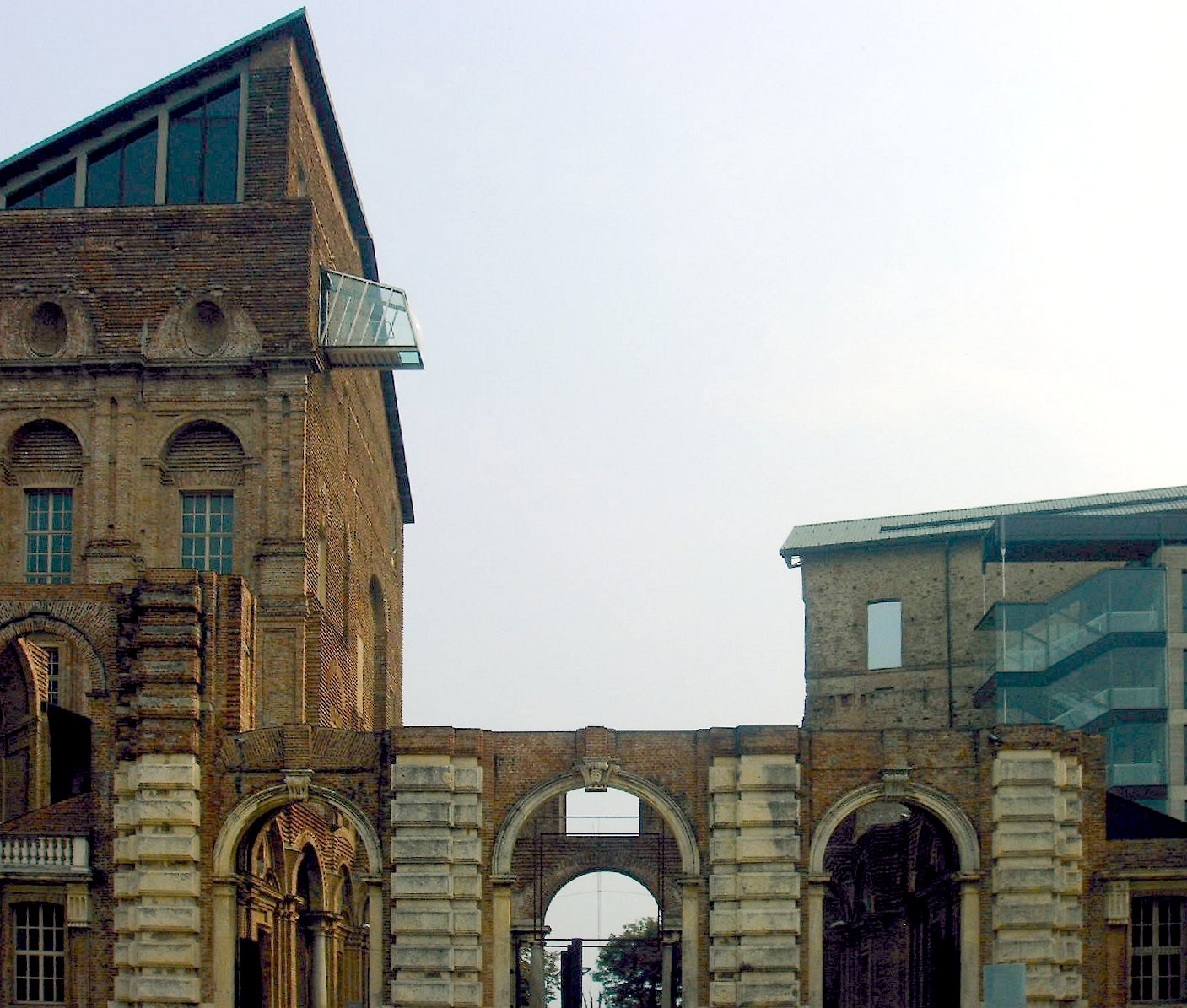
Lâu đài Rivoli
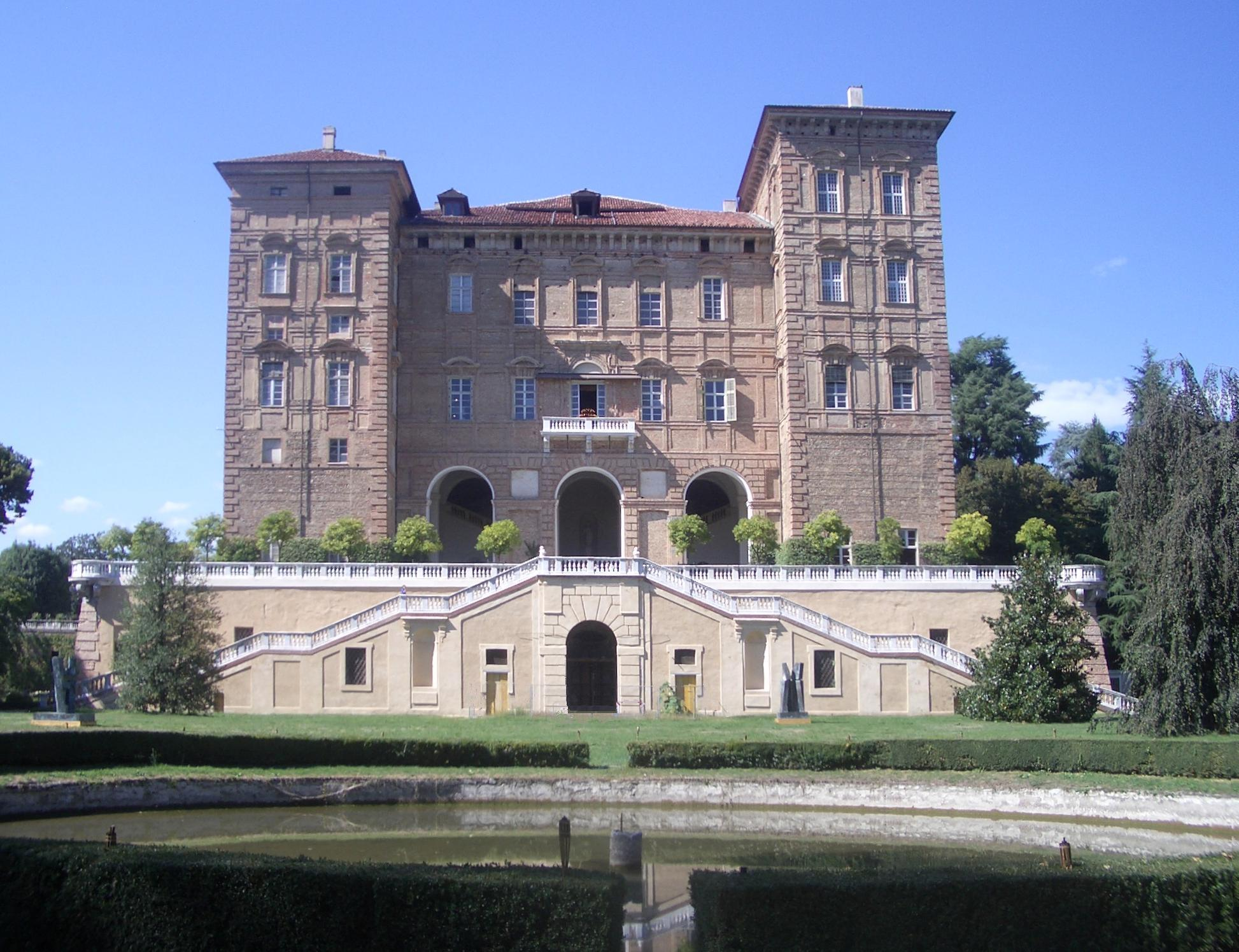
Lâu đài Công tước Agliè
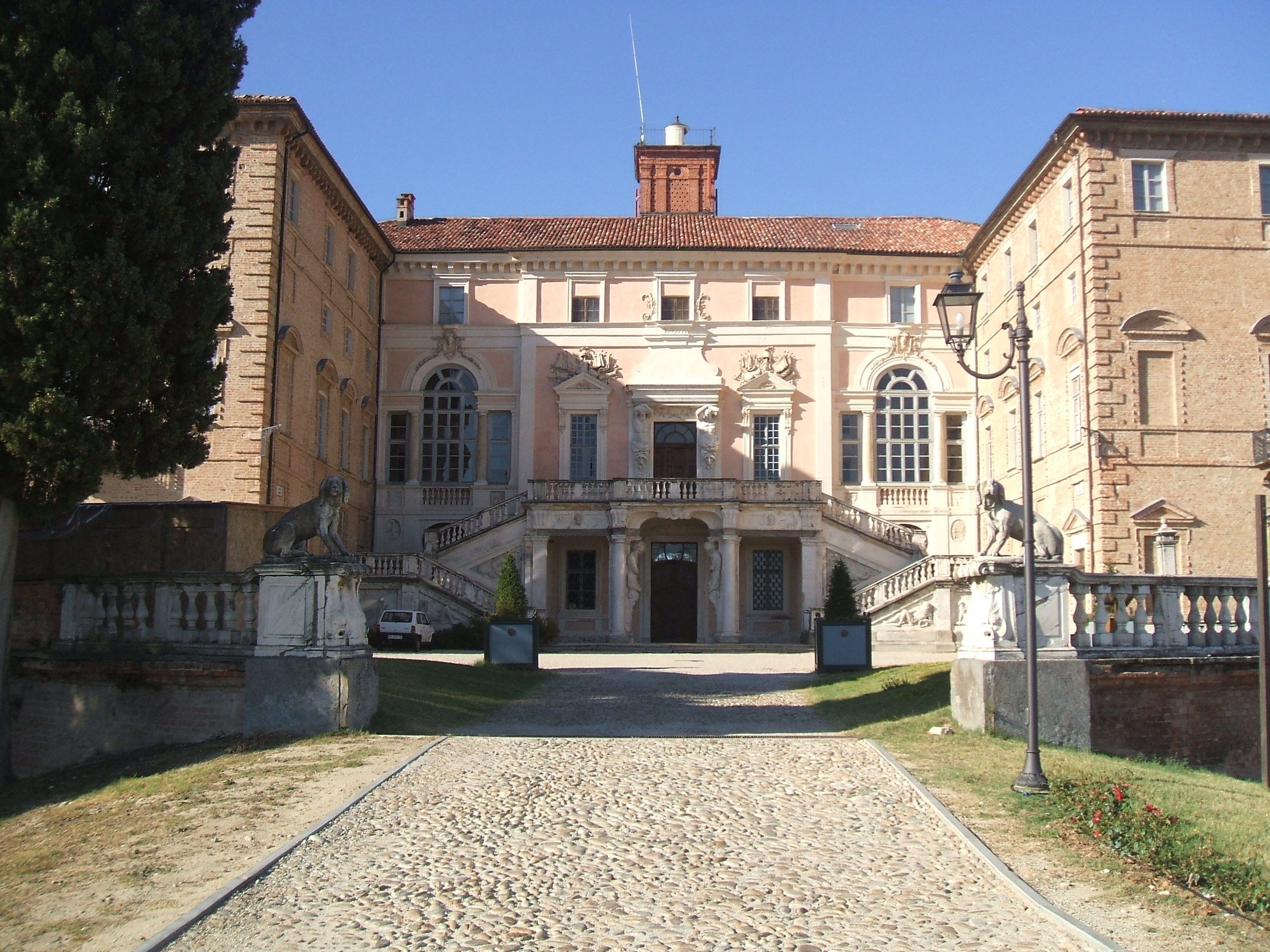
Lâu đài Govone
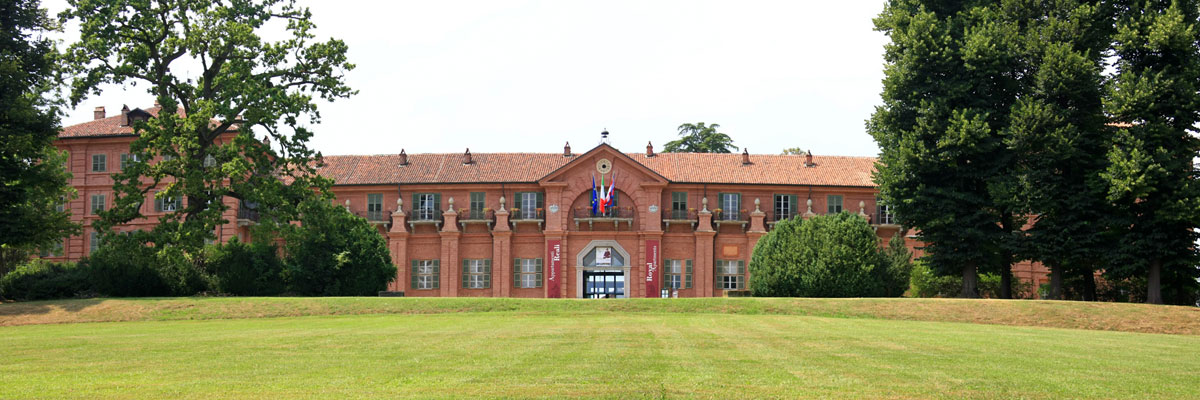
Lâu đài Mandria